# Львівська обласна рада VII демократичного скликання

Європейська Солідарність (20)
Об'єднання «Самопоміч» (14)
ВО «Свобода» (12)
ВО «Батьківщина» (9)
Громадянська позиція (8)
УКРОП (6)
Народний рух України (5)
Громадський рух «Народний контроль» (5)
Радикальна партія Олега Ляшка (2)

Львівська обласна рада народних депутатів VII демократичного скликання — представницький орган Львівської області з 2015 по 2020 рік.
Нижче наведено список депутатів Львівської обласної ради народних депутатів VII демократичного скликання, обраних 25 жовтня 2015 року. Всього до Львівської обласної ради VII демократичного скликання було обрано 84 особи.

Згідно з результатами виборів до облради потрапили представники зі списків таких політичних сил:
| № | Партія                                                     | Здобуто місць |
| - | ---------------------------------------------------------- | ------------- |
| 1 | Партія «Блок Петра Порошенка «Солідарність»                | 20            |
| 2 | Політична партія «Об'єднання «Самопоміч»                   | 14            |
| 3 | Політична партія Всеукраїнське об'єднання «Свобода»        | 12            |
| 4 | Політична партія Всеукраїнське об'єднання «Батьківщина»    | 9             |
| 5 | Політична партія «Громадянська позиція»                    | 8             |
| 6 | Політична партія «Українське об'єднання патріотів – УКРОП» | 6             |
| 7 | Політична партія «Радикальна партія Олега Ляшка»           | 5             |
| 8 | Політична партія «Громадський рух «Народний контроль»      | 5             |
| 9 | Народний Рух України                                       | 5             |

| Прізвище, ім'я, по-батькові       | Територіальний виборчий округ | Політична партія                                           | Посада | Примітки                     |
| --------------------------------- | ----------------------------- | ---------------------------------------------------------- | --- | ---------------------------- |
| Андрусишин Олег Ярославович       | № 68                          | Політична партія «Народний Рух України»                    | Завідувач відділення Сколівської центральної районної лікарні                                                                          |                              |
| Бабінська Мирослава Романівна     | № 47                          | Політична партія Всеукраїнське об'єднання «Свобода»        | Менеджер Страхової компанії «Провідна»                                                                                                 |                              |
| Балицький Олексій Михайлович      | № 26                          | Політична партія Всеукраїнське об'єднання «Свобода»        | Директор департаменту екології та природних ресурсів Львівської обласної державної адміністрації                                       |                              |
| Баран Василь Степанович           | № 57                          | Партія «Блок Петра Порошенка «Солідарність»                | Директор Перемишлянського районного центру зайнятості                                                                                  |                              |
| Барановський Ігор Ярославович     | № 58                          | Політична партія Всеукраїнське об'єднання «Свобода»        | Директор МПП «Пласкоп» |                              |
| Бей Тетяна Богданівна             | № 13                          | Політична партія «Громадянська позиція»                    | Директор ТзОВ «Мегабуд-Леополіс» |                              |
| Білас Всеволод Омелянович         | № 21                          | Партія «Блок Петра Порошенка «Солідарність»                | Директор з корпоративних питань ПрАТ «ІДС»                                                                                             |                              |
| Білоус Андрій Васильович          | Перший кандидат               | Політична партія «Громадський рух «Народний контроль»      | Помічник-консультант народного депутата України Дмитра Добродомова                                                                     |                              |
| Бордун Галина Володимирівна       | № 9                           | Політична партія «Об'єднання «Самопоміч»                   | Начальник відділу кадрів апарату виконавчого комітету Львівської міської ради                                                          |                              |
| Буба Євген Іванович               | № 55                          | Політична партія «Радикальна партія Олега Ляшка»           | Директор малого підприємства «Руно» |                              |
| Вантух Володимир Петрович         | № 66                          | Політична партія Всеукраїнське об'єднання «Батьківщина»    | Директор Самбірського педагогічного коледжу                                                                                            |                              |
| Васьків Роман Ігорович            | № 62                          | Партія «Блок Петра Порошенка «Солідарність»                | Начальник юридичного відділу корпорації «КРТ»                                                                                          | Дообраний у січні 2016       |
| Вервега Тарас Васильович          | № 11                          | Політична партія «Об'єднання «Самопоміч»                   | Член ради директорів компанії «SoftServe» у місті Львові                                                                               |                              |
| Візняк Юрій Ярославович           | Перший кандидат               | Політична партія «Радикальна партія Олега Ляшка»           | Завідувач кафедри Львівського університету бізнесу та права                                                                            |                              |
| Гагалюк Богдан Миколайович        | Перший кандидат               | Політична партія «Народний Рух України»                    | Директор ТОВ «Інкомтранс» у місті Львові                                                                                               |                              |
| Ганущин Олександр Олександрович   | № 30                          | Партія «Блок Петра Порошенка «Солідарність»                | Головний консультант по зв'язках із органами місцевого самоврядування та державної влади Адвокатського об'єднання «Матвіїв і партнери» |                              |
| Гичка Михайло Михайлович          | № 73                          | Партія «Блок Петра Порошенка «Солідарність»                | Головний лікар Львівської обласної клінічної лікарні                                                                                   |                              |
| Гірняк Володимир Олегович         | Перший кандидат               | Політична партія «Громадянська позиція»                    | Генеральний директор ТзОВ «ЮІК Правосвіт»                                                                                              |                              |
| Голуб Юрій Валентинович           | № 15                          | Політична партія «Об'єднання «Самопоміч»                   | Спеціаліст відділу зв'язків з громадськістю Головного управління Міністерства внутрішніх справ України у Львівській обл                |                              |
| Грабінський Ігор Миронович        | № 29                          | Політична партія «Радикальна партія Олега Ляшка»           | Фізична особа-підприємець у Сокальському районі                                                                                        |                              |
| Грицик Ольга Богданівна           | № 38                          | Політична партія «Народний Рух України»                    | Голова профспілки працівників освіти Дрогобицького району                                                                              |                              |
| Гудима Юрій Іванович              | Перший кандидат               | Політична партія Всеукраїнське об'єднання «Батьківщина»    | Заступник директора ТзОВ «Будінвест»                                                                                                   |                              |
| Дворянин Парасковія Ярославівна   | Перший кандидат               | Політична партія «Об'єднання «Самопоміч»                   | Директор з інформаційних проектів ПрАТ «ТРК Люкс»                                                                                      |                              |
| Дейнека Анатолій Михайлович       | № 69                          | Партія «Блок Петра Порошенка «Солідарність»                | Начальник Львівського обласного управління лісового та мисливського господарства                                                       |                              |
| Демчина Роман Іванович            | № 43                          | Партія «Блок Петра Порошенка «Солідарність»                | Директор приватного підприємства «Рома» у місті Рава-Руська                                                                            |                              |
| Дзюдзь Михайло Семенович          | № 78                          | Партія «Блок Петра Порошенка «Солідарність»                | Начальник Управління Державної пенітенціарної служби України у Львівській області                                                      |                              |
| Домчак Олег Іванович              | № 67                          | Партія «Блок Петра Порошенка «Солідарність»                | Голова Самбірської районної державної адміністрації                                                                                    |                              |
| Дорош Уляна Миколаївна            | № 62                          | Політична партія «Громадянська позиція»                    | Слухач Львівського регіонального інституту Національної академії державного управління при Президентові України                        |                              |
| Дума Андрій Романович             | № 46                          | Політична партія «Громадський рух «Народний контроль»      | Директор ТзОВ «Львівське АТП-14631» |                              |
| Жукровський Петро Степанович      | № 33                          | Політична партія «Українське об'єднання патріотів – УКРОП» | Менеджер приватного підприємства «Укрзахідпостач» Буського району                                                                      |                              |
| Задорожний Михайло Леонович       | № 39                          | Партія «Блок Петра Порошенка «Солідарність»                | Голова правління Дрогобицької районної спілки споживчих товариств                                                                      |                              |
| Ільків Ігор Петрович              | Перший кандидат               | Політична партія «Українське об'єднання патріотів – УКРОП» | Командир медичної роти військової частини 3001 Північного територіального управління Національної гвардії України                      |                              |
| Ільницький Михайло Михайлович     | № 79                          | Партія «Блок Петра Порошенка «Солідарність»                | Директор державного підприємства «Боринське лісове господарство» Турківського району                                                   |                              |
| Касян Сергій Васильович           | № 72                          | Політична партія «Громадянська позиція»                    | Заступник головного лікаря з медичного обслуговування населення Сокальської центральної районної лікарні                               |                              |
| Качмарик Ярослав Дмитрович        | № 38                          | Політична партія Всеукраїнське об'єднання «Батьківщина»    | Голова постійної комісії з питань бюджету, соціально-економічного розвитку та комунальної власності Львівської обласної ради           |                              |
| Кеньо Катерина Іванівна           | № 36                          | Партія «Блок Петра Порошенка «Солідарність»                | Художній керівник Народного дому міста Комарно                                                                                         |                              |
| Кирилич Володимир Ігорович        | № 50                          | Партія «Блок Петра Порошенка «Солідарність»                | Лікар-хірург Кам'янка-Бузької центральної районної лікарні                                                                             |                              |
| Кізима Роман Михайлович           | № 12                          | Політична партія «Об'єднання «Самопоміч»                   | Помічник-консультант народного депутата України                                                                                        |                              |
| Ковалик Михайло Іванович          | № 81                          | Політична партія «Радикальна партія Олега Ляшка»           | Директор ТзОВ «Прушиньский-Україна» у місті Яворові                                                                                    |                              |
| Ковалів Михайло Іванович          | № 65                          | Політична партія Всеукраїнське об'єднання «Свобода»        | Тимчасово не працював |                              |
| Ковальчук Ігор Васильович         | № 31                          | Політична партія «Народний Рух України»                    | Головний лікар Львівського державного онкологічного регіонального лікувально-діагностичного центру                                     |                              |
| Ковч Андрій Володимирович         | № 20                          | Політична партія «Громадський рух «Народний контроль»      | Директор Приватного підприємства «Паливенерго» у місті Львові                                                                          |                              |
| Комарницький Ігор Михайлович      | № 79                          | Політична партія Всеукраїнське об'єднання «Батьківщина»    | Проректор з наукової роботи Львівського державного інституту новітніх технологій та управління імені В'ячеслава Чорновола              |                              |
| Кошик Петро Ігорович              | № 54                          | Політична партія «Громадянська позиція»                    | Фізична особа – підприємець з австанційного обслуговування та продажу і здачі в оренду власного майна у місті Львові                   |                              |
| Кошулинський Руслан Володимирович | Перший кандидат               | Політична партія Всеукраїнське об'єднання «Свобода»        | Військовослужбовець Збройних сил України                                                                                               |                              |
| Кужидло Володимир Михайлович      | № 65                          | Партія «Блок Петра Порошенка «Солідарність»                | Керівник фермерського господарства «ОАЗИС «К» Самбірського району                                                                      |                              |
| Курчик Тарас Михайлович           | № 52                          | Політична партія «Народний Рух України»                    | Приватний підприємець, співак | Дообраний 2.06.2020          |
| Лабай Іван Михайлович             | № 59                          | Партія «Блок Петра Порошенка «Солідарність»                | Головний лікар Пустомитівської центральної районної лікарні                                                                            |                              |
| Лісна Мирослава Михайлівна        | № 60                          | Партія «Блок Петра Порошенка «Солідарність»                | Начальник відділу освіти Пустомитівської районної державної адміністрації                                                              |                              |
| Марунчак Петро Мирославович       | № 52                          | Політична партія «Народний Рух України»                    | Студент Львівського аграрного університету                                                                                             | Склав повноваження 2.06.2020 |
| Масний Василь Дмитрович           | № 19                          | Політична партія «Громадський рух «Народний контроль»      | Офіцер Національної гвардії України у місті Дрогобичі                                                                                  |                              |
| Нестор Юрій Богданович            | № 18                          | Політична партія «Громадський рух «Народний контроль»      | Директор ТзОВ «Блюм-Україна» |                              |
| Нискогуз Михайло Юрійович         | № 28                          | Політична партія Всеукраїнське об'єднання «Свобода»        | Студент Національного університету водного господарства та природокористування                                                         |                              |
| Овсянецький Ярослав Олександрович | № 42                          | Політична партія «Громадянська позиція»                    | Головний лікар Журавнівської міської лікарні Жидачівського району                                                                      |                              |
| Огоновський Юрій Ярославович      | № 4                           | Політична партія «Об'єднання «Самопоміч»                   | Директор Громадської організації «Об’єднання «Самопоміч» у місті Львові                                                                |                              |
| Олексишин Валентина Павлівна      | № 76                          | Політична партія Всеукраїнське об'єднання «Батьківщина»    | Директор МПП «Валентина» Стрийського району                                                                                            |                              |
| Охріменко Леонід Володимирович    | № 67                          | Політична партія «Громадянська позиція»                    | Начальник відділу Самбірської районної державної адміністрації                                                                         |                              |
| Пазин Дмитро Іванович             | № 81                          | Політична партія «Українське об'єднання патріотів – УКРОП» | Вчитель Новинської загальноосвітньої школи І-ІІ ступенів імені Тараса Пазина Яворівського району                                       |                              |
| Пакіж Степан Петрович             | № 2                           | Політична партія «Об'єднання «Самопоміч»                   | Виконувач обов'язків директора Львівського комунального підприємства «Залізничнетеплоенерго»                                           |                              |
| Панькевич Олег Ігорович           | № 31                          | Політична партія Всеукраїнське об'єднання «Свобода»        | Заступник голови Всеукраїнського об'єднання «Свобода»                                                                                  |                              |
| Письменна Тетяна Олександрівна    | № 8                           | Політична партія «Об'єднання «Самопоміч»                   | Головний інженер з утримання та обслуговування житлового фонду та прибудинкових територій ТОВ «Підприємство Світ Сервіс» міста Львова  |                              |
| Прокопів Андрій Іванович          | № 6                           | Політична партія «Об'єднання «Самопоміч»                   | Директор Ботанічного саду Львівського національного університету імені Івана Франка                                                    |                              |
| Рак Степан Остапович              | № 32                          | Політична партія Всеукраїнське об'єднання «Батьківщина»    | Головний інженер Буського комбікормового заводу                                                                                        |                              |
| Ременяк Володимир Васильович      | № 35                          | Партія «Блок Петра Порошенка «Солідарність»                | Голова Городоцької районної державної адміністрації                                                                                    |                              |
| Савчин Василь Степанович          | № 7                           | Політична партія «Об'єднання «Самопоміч»                   | Лікар-хірург 8-ї лікарні міста Львова                                                                                                  |                              |
| Саган Володимир Степанович        | № 34                          | Партія «Блок Петра Порошенка «Солідарність»                | Представник благодійної організації «Фонд братів Дубневичів»                                                                           |                              |
| Сафінська Оксана Олександрівна    | № 16                          | Політична партія «Об'єднання «Самопоміч»                   | Вчитель англійської мови спеціалізованої ЗОШ І-ІІІ ступенів – освітнього центру «Політехнік Еколенд» міста Львова                      |                              |
| Свистун Інна Василівна            | № 1                           | Політична партія «Об'єднання «Самопоміч»                   | Начальник управління комунальної власності Львівської міської ради                                                                     |                              |
| Седіло Микола Григорович          | № 53                          | Партія «Блок Петра Порошенка «Солідарність»                | Фізична особа – підприємець у місті Львові                                                                                             |                              |
| Сидорович Михайло Васильович      | № 10                          | Політична партія «Об'єднання «Самопоміч»                   | Директор Львівського комунального автотранспортного підприємства № 1                                                                   |                              |
| Сидорович Юрій Ярославович        | № 47                          | Політична партія «Українське об'єднання патріотів – УКРОП» | Методист з хореографічного жанру Золочівського районного народного дому                                                                |                              |
| Синютка Олег Михайлович           | Перший кандидат               | Партія «Блок Петра Порошенка «Солідарність»                | Голова Львівської обласної державної адміністрації                                                                                     | Склав повноваження у 2015    |
| Сич Галина Іванівна               | № 22                          | Політична партія «Українське об'єднання патріотів – УКРОП» | Керуюча відділення «Новий Розділ» Західного ГРУ ПАТ КБ «Приватбанк»                                                                    |                              |
| Собко Іван Михайлович             | № 13                          | Політична партія «Об’єднання «Самопоміч»                   | Начальник відділу відділу аналізу програм та інвестицій управління економічної політики Львівської обласної ради                       |                              |
| Тенюх Ігор Йосипович              | № 25                          | Політична партія Всеукраїнське об'єднання «Свобода»        | Пенсіонер, адмірал України |                              |
| Титикало Михайло Федорович        | № 41                          | Політична партія «Громадянська позиція»                    | Голова наглядової ради ПАТ «Кохавинська паперова фабрика» ПП «Транспак»                                                                |                              |
| Ткачик Володимир Петрович         | № 27                          | Політична партія «Радикальна партія Олега Ляшка»           | Фізична особа-підприємець у місті Червонограді                                                                                         |                              |
| Тягнибок Андрій Ярославович       | № 68                          | Політична партія Всеукраїнське об'єднання «Свобода»        | Інженер зв'язку батальйону ПСМОП «Січ» ГУ МВС України                                                                                  |                              |
| Устименко Валентин Віталійович    | № 80                          | Політична партія Всеукраїнське об'єднання «Батьківщина»    | Начальник відділу TIR-Львів Асоціації міжнародних автомобільних перевізників (АСМАП) України                                           |                              |
| Цибуля Леонід Йосифович           | № 63                          | Політична партія Всеукраїнське об'єднання «Батьківщина»    | Лікар Радехівської центральної районної лікарні                                                                                        |                              |
| Чад Андрій Степанович             | № 40                          | Політична партія Всеукраїнське об'єднання «Свобода»        | Електромеханік ПОНАБ Стрийської дистанції сигналізації та зв'язку (СЧ 4) Львівської залізниці                                          |                              |
| Чебаненко Олександр Іванович      | № 26                          | Політична партія Всеукраїнське об'єднання «Батьківщина»    | Лікар АТ СГК «Дніпро-Бескид» міста Трускавець                                                                                          |                              |
| Шаваров Юрій Іванович             | № 63                          | Політична партія Всеукраїнське об'єднання «Свобода»        | Завідувач хірургічного відділення № 3 Львівської обласної клінічної лікарні                                                            |                              |
| Шайдулліна Ольга Василівна        | № 30                          | Політична партія Всеукраїнське об'єднання «Свобода»        | Голова Бродівської районної ради |                              |
| Шведа Володимир Богданович        | № 66                          | Партія «Блок Петра Порошенка «Солідарність»                | Директор ТзОВ ТВФ «Омега» у місті Рудки Самбірського району                                                                            |                              |
| Шептицький Зеновій Стахович       | № 49                          | Політична партія «Українське об'єднання патріотів – УКРОП» | Приватний підприємець у місті Золочеві                                                                                                 |                              |

На 1-й сесії, 18 листопада 2015 року, головою Львівської обласної ради VII демократичного скликання обраний Ганущин Олександр Олександрович. 15 листопада 2015 року 1-м заступником голови Львівської обласної ради VII демократичного скликання обрана Дворянин Парасковія Ярославівна, заступником — Гірняк Володимир Олегович. 5 квітня 2017 року 1-м заступником голови Львівської обласної ради VII демократичного скликання замість Парасковії Дворянин обраний Білоус Андрій Васильович. 2 жовтня 2019 року замість Андрія Білоуса 1-м заступником голови обласної ради обраний Гагалюк Богдан Миколайович, а замість Володимира Гірняка заступником голови обласної ради обраний Гудима Юрій Іванович.